# Lendava

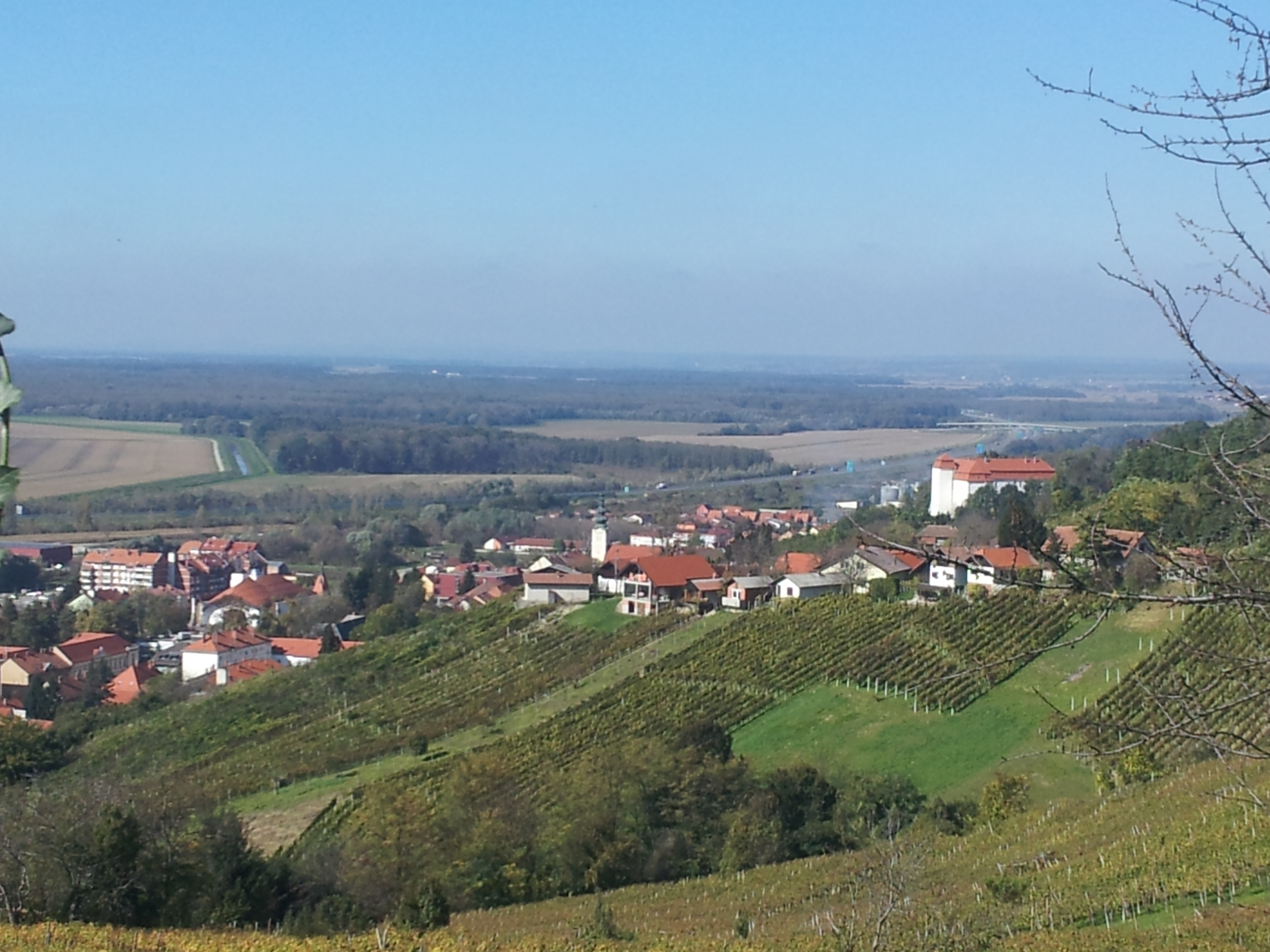
Blick auf Lendava

Die Stadt Lendava, ungarisch Lendva (deutsch Unterlimbach; ungarisch früher auch Alsólendva) ist der Verwaltungssitz und Hauptort der Gemeinde Lendava, der östlichsten Gemeinde Sloweniens, in der Region Prekmurje (dt. Übermurgebiet; ung. Muravidék).
Die Gemeinde grenzt im Osten an Ungarn und im Süden an Kroatien. Sie gehört großteils zum slowenisch-ungarisch ethnisch gemischten Gebiet Sloweniens.

## Geschichte
Die Stadt ist nach dem Fluss Ledava benannt. Das ursprüngliche Nasal im Namen des Flusses ging im Slowenischen verloren, aber das n im Namen der Stadt blieb aufgrund des ungarischen Einflusses erhalten.
Der frühere Name der Stadt, Dolnja Lendava (dt. Unterlimbach, ung. Alsólendva)  bezog sich auf Gornja Lendava (dt. Oberlimbach, ehemals Limbach, ung. Felsőlendva), heute Grad in der Gemeinde Grad. Der Name der Siedlung wurde 1955 von Dolnja Lendava in Lendava geändert.
Das damalige Alsólendva war bis 1918 Verwaltungssitz des gleichnamigen Stuhlbezirks (ung. járás) im ungarischen Komitat Zala. Hauptstadt des Komitats war Zalaegerszeg, das heute Partnerstadt von Lendava ist. Nach dem Zerfall Österreich-Ungarns wurde die sog. Murinsel (das Gebiet um Lendava und die heutige kroatische Gespanschaft Međimurje) im Jahr 1919 von Truppen des neu gegründeten Königreichs der Serben, Kroaten und Slowenen besetzt. Der Vertrag von Trianon 1920 sprach Ungarn das Gebiet ab und verhinderte somit Wiederangliederungsversuche der Bevölkerung.

## Sehenswürdigkeiten
- Schloss Lendava mit Galerie-Museum[5]
- Synagoge, erbaut 1866[6]
- Jüdischer Friedhof, errichtet 1850
- Lendava-Hügel
- Vinarium Turm Lendava, der höchste Aussichtsturm Sloweniens[7]

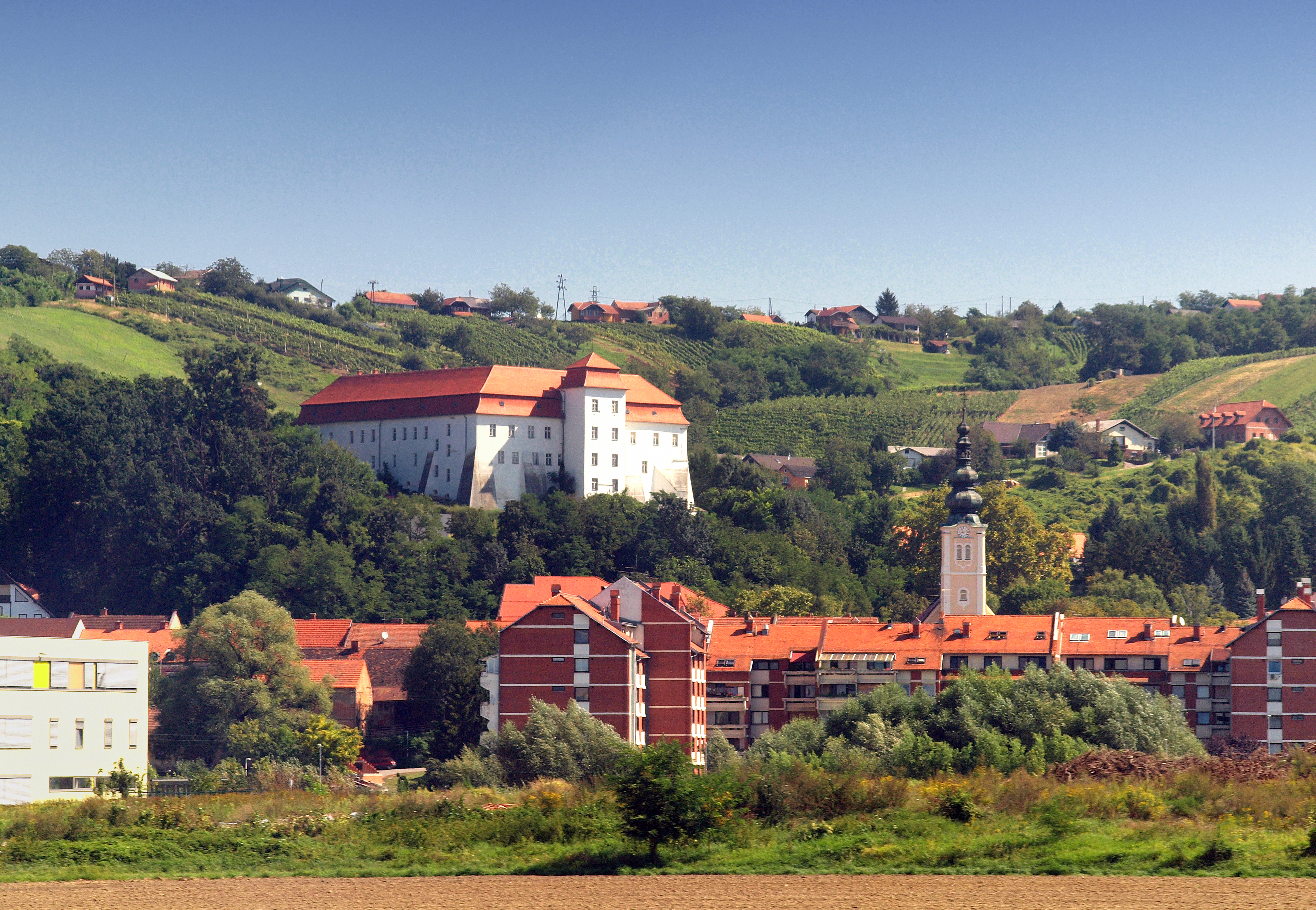
Pfarrkirche und Schloss von Lendava
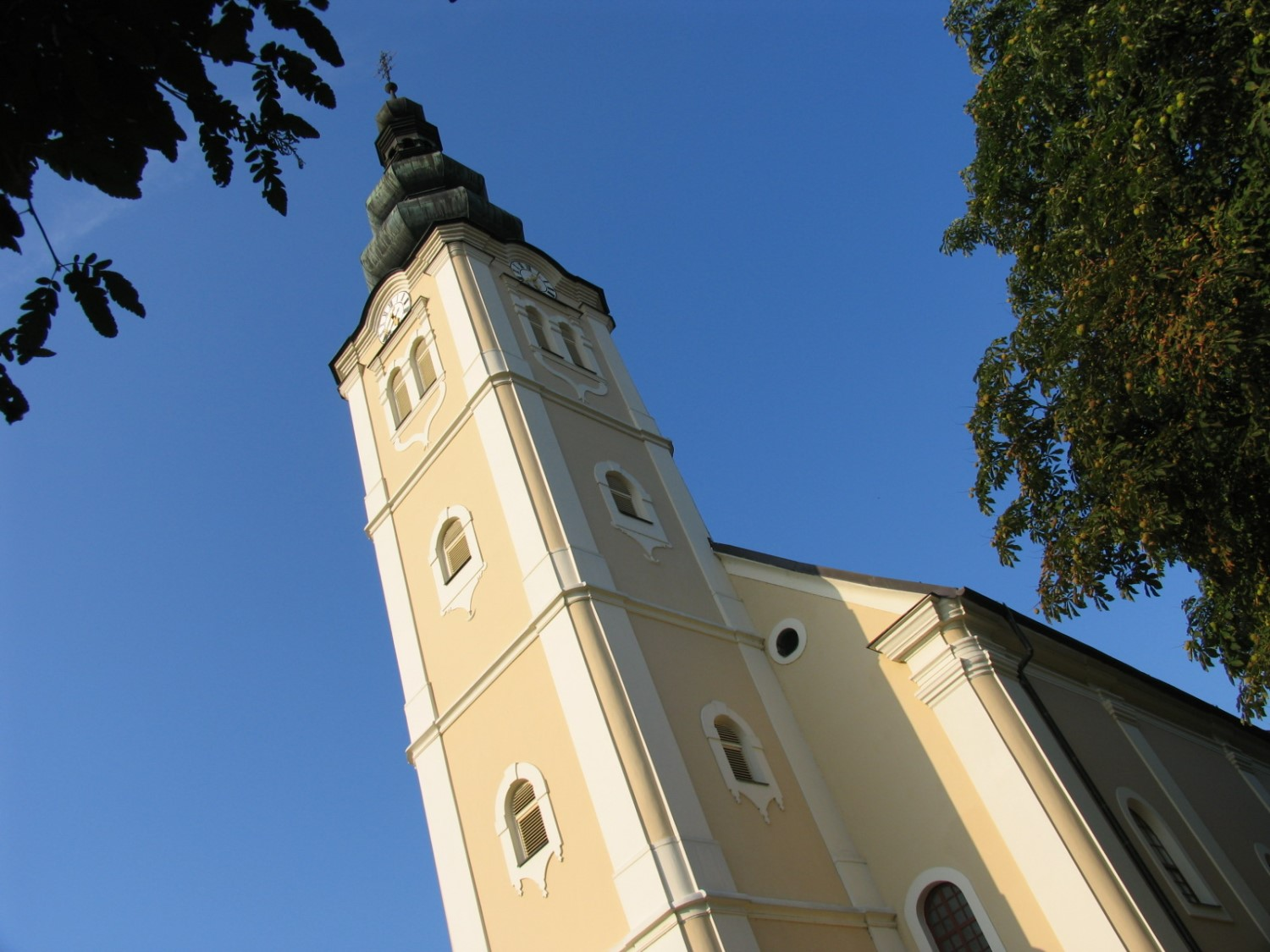
Die Kirche von Lendava
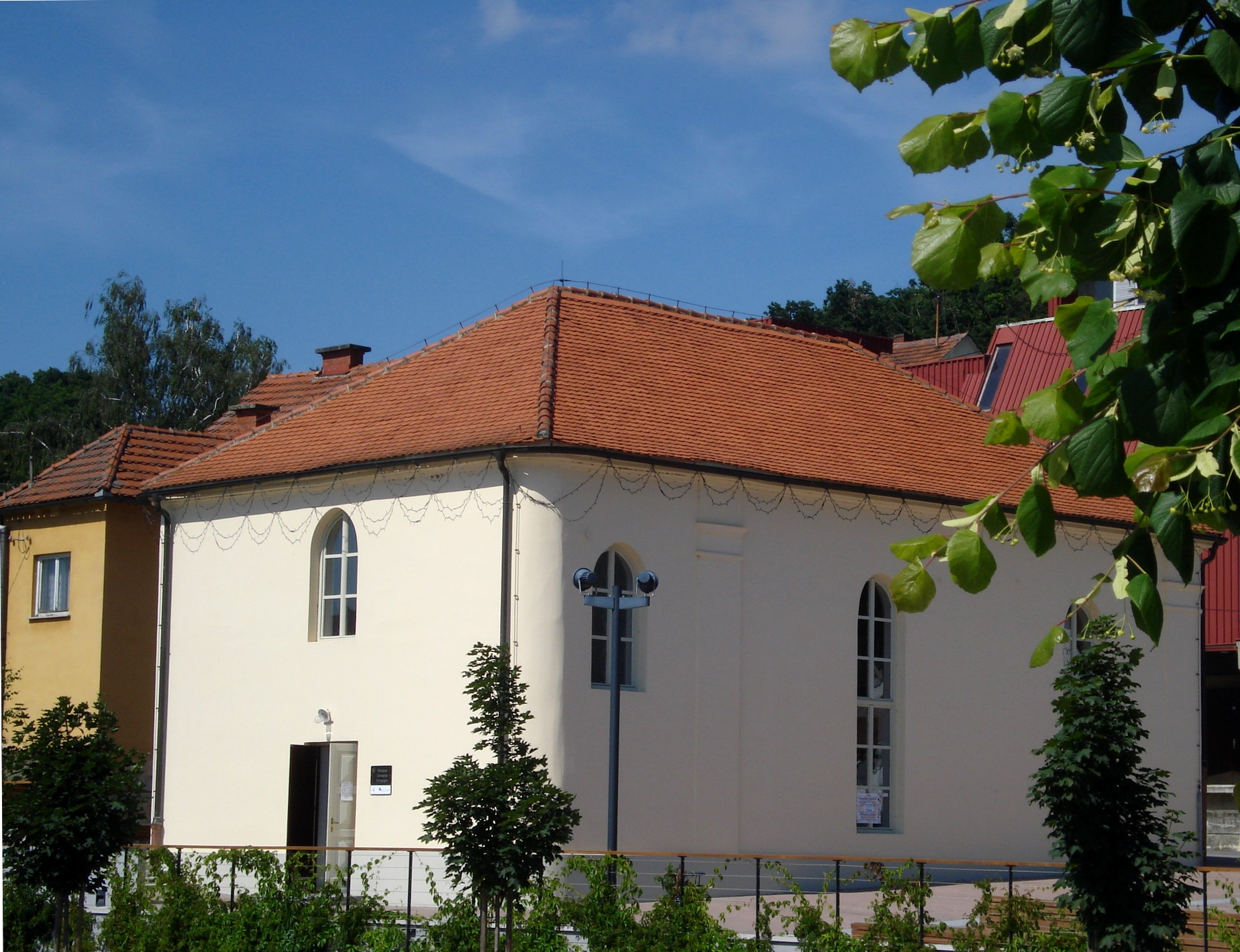
Synagoge in Lendava
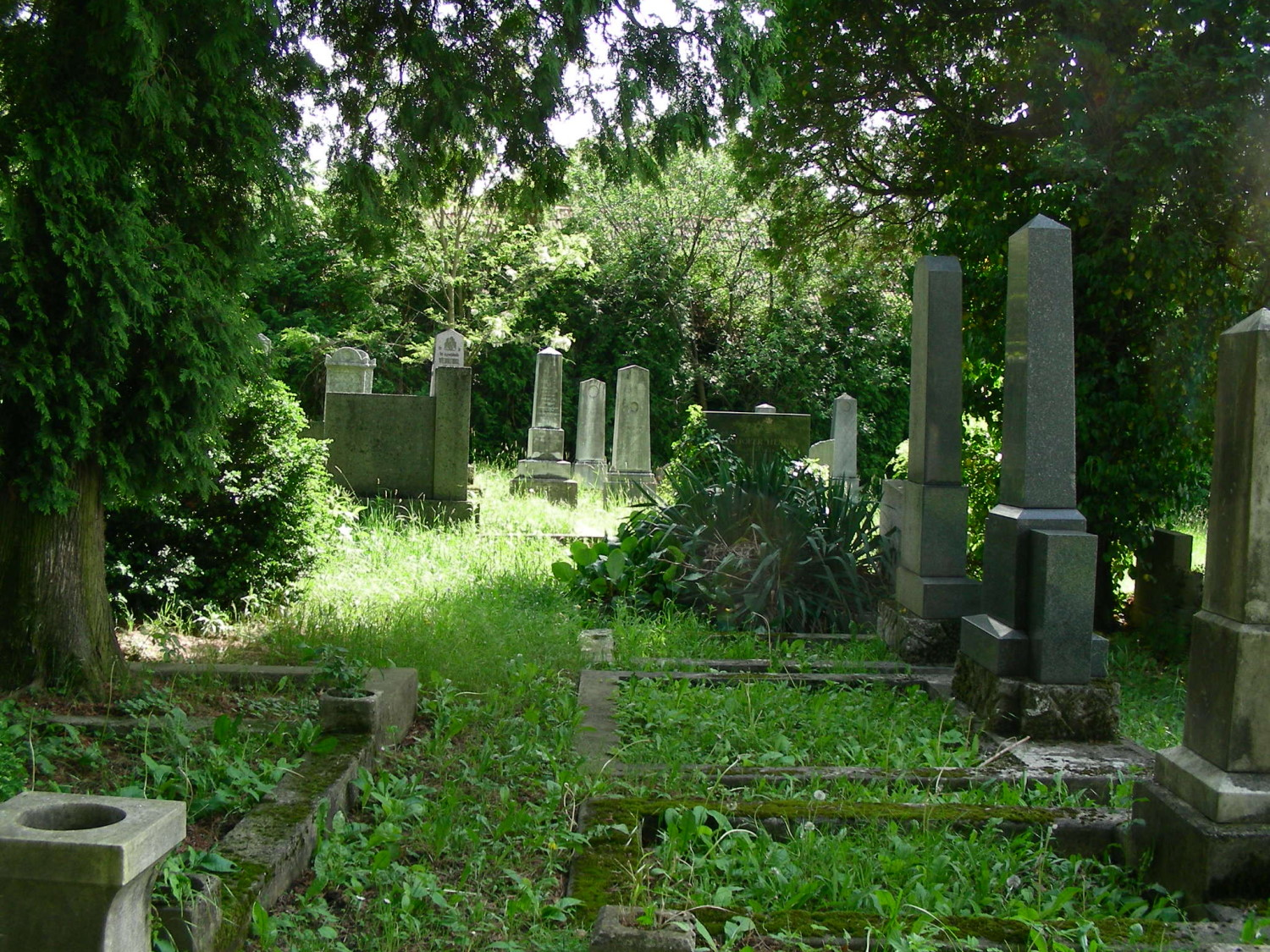
Der verlassene jüdische Friedhof von Lendava

## Persönlichkeit
- György Zala (* 16. April 1858 in Alsó-Lendva (damals Komitat Zala) † 31. Juli 1937), ungarischer Bildhauer